# باد در درختان بید
باد در درختان بید (انگلیسی: The Wind in the Willows)، یک رمان در سبک ادبیات کودک و نوجوان است که توسط کنت گراهام نوشته شده و برای نخستین بار در سال ۱۹۰۸ منتشر شد. این رمان با استقبال بالایی همراه بود و تاکنون اقتباس‌های بسیاری به صورت تئاتر، فیلم سینمایی و نمایش رادیویی از آن صورت گرفته‌است.